# Liste der Bodendenkmale in Rantrum
In der Liste der Bodendenkmale in Rantrum sind die Bodendenkmale der Gemeinde Rantrum nach dem Stand der Bodendenkmalliste des Archäologischen Landesamts Schleswig-Holstein von 2016 aufgelistet.
| Denkmal-ID           | Befundart           | Bezeichnung         | Zeitstellung                 | Lage | Bemerkungen     | Bild |
| -------------------- | ------------------- | ------------------- | ---------------------------- | ---- | --------------- | ---- |
| aKD-ALSH-Nr. 001 543 | Grabmal > Grabhügel | Grabhügel           | Vor- und/oder Frühgeschichte |      |                 |      |
| aKD-ALSH-Nr. 001 544 | Grabmal > Grabhügel | Grabhügel           | Vor- und/oder Frühgeschichte |      |                 |      |
| aKD-ALSH-Nr. 001 545 | Grabmal > Grabhügel | Grabhügel           | Vor- und/oder Frühgeschichte |      |                 |      |
| aKD-ALSH-Nr. 001 546 | Grabmal > Grabhügel | Grabhügel           | Vor- und/oder Frühgeschichte |      |                 |      |
| aKD-ALSH-Nr. 001 547 | Grabmal > Grabhügel | Grabhügel           | Vor- und/oder Frühgeschichte |      |                 |      |
| aKD-ALSH-Nr. 001 548 | Grabmal > Grabhügel | Grabhügel           | Vor- und/oder Frühgeschichte |      |                 |      |
| aKD-ALSH-Nr. 001 549 | Grabmal > Grabhügel | Grabhügel           | Vor- und/oder Frühgeschichte |      |                 |      |
| aKD-ALSH-Nr. 001 550 | Grabmal > Grabhügel | Grabhügel           | Vor- und/oder Frühgeschichte |      |                 |      |
| aKD-ALSH-Nr. 001 551 | Grabmal > Grabhügel | Grabhügel           | Vor- und/oder Frühgeschichte |      |                 |      |
| aKD-ALSH-Nr. 001 552 | Grabmal > Grabhügel | Grabhügel           | Vor- und/oder Frühgeschichte |      |                 |      |
| aKD-ALSH-Nr. 001 553 | Grabmal > Langbett  | Langbett/Steinreihe | Neolithikum                  |      | = Rantrum LA 33 |      |
| aKD-ALSH-Nr. 001 554 | Grabmal > Grabhügel | Grabhügel           | Vor- und/oder Frühgeschichte |      |                 |      |